# Hiljadu ostrva
Hiljadu ostrva (engl. Thousand Islands) je arhipelag koji čini 1.864 ostrva, na prirodnoj granici između Kanade i Sjedinjenih Američkih Država. Godine 1904. ovo područje proglašeno je Nacionalnim parkom Kanade, a od 2002. godine, od strane UNESCO-a proglašena su za rezervat biosfere.  

## Status
Broj ostrva na arhipelagu određen je prema kriterijumu: da je ostrvo iznad nivo vode tokom cele godine, da ima površinu veću od 1 kvadratnog metra, i da na njemu postoji najmanje jedno stablo.
Hiljadu ostrva danas imaju status:
- Nacionalnog parka Kanade od 1904. godine. To je jedan od najmanjih nacionalnih parkova u Kanadi koji se sastoji se od 26 velikih i mnogo malih ostrva, kao i tri područja na kopnu (kao npr Front of Yonge koji je takođe deo Nacionalnog parka Hiljadu ostrva. Prostire se na površini od 24 km2 (9 sq mi).
- Rezervat biosfere od strane UNESCO-a, od 2002. godine

## Položaj i prostranstvo
Nacionalni park Hiljadu ostrva prostire se na 1.864 ostrva koji se nalaze u u početnom delu reke Sen Loren i severoistočnom delu jezera Ontario. Proteže se na dužinu od oko 80 km, nizvodno od  Kingston-a, u provinciji Ontario. 
Deo ostrva koja pripadaju Kanadi u sastavu su u provinciji Ontario i a deo ostrva na teridoriji SAD-a su u državi Njujork.

## Istorija
Ljudsko prisustvo na ovim ostrvima datira nekoliko hiljada godina. Ona su deoo tradicionalne teritorije Irokeze . Kasnije su ih okupirala plemena odžibve. Istraživači i trgovci krznom počev od 17. veka prolazili su kroz ovo područje, ali siromašno tlo nije ih privlačilo da se na njima duže nastane. Prva naselja nastala su do kraja 1770-ih godina. 
Tokom rata 1812. godine područje je bilo važna vojni put. 1904. godine, većina ostrva je bila naseljena, a lokalni stanovnici su pozvali vladu da 9 ostrva zaštiti od dalje devastacije. Iste godine ove parcele činele su jezgro budućeg parka prirode koji je osnovan 1914. godine, u početku kao Nacionalni park St. Lawrence, kasnije kao Nacionalni park Hiljadu ostrva.

## Geografija
Većina  ostrva su samrtju delom drevnih brda Frontenačke osovine (engl. Frontenac Axis), građene od preambijskog granita koji je povezivao kanadski štit (engl. Canadian Shield) sa planinama Adirondak  (engl. Adirondack Mountains) u državi Njujork. Posle povlačenja lednika, ovaj prostor, između brda poplavljen je vodom novoformirane reke Sen Loren (engl. St Lawrence River), što je rezultovalo nastankom današnjeg pejzaža —
Hiljade ostrva.
Ostrva se međusobno ne rzlikuju samo po veličini – počev od ostrva sa 60 kvadratnih kilometara, pa sve do onih koja su toliko mala da njima stoji samo jedna kuća, več i po specifičnoj prirodi. Neka ostrva su nenaseljena sa stenama pokrivenim lišajima, a drugi su obrasli gustim listopadnim ili mešovitim šumama ili drvećem tipičnim za severne regione Amerike. Zajedno, sva ostrva čine jedinstveni ekosistem raznovrsnih biljnih i životinjskih vrsta, a neke od biljaka su endemske i javljaju se samo ovde i nigde više u Kanadi.
Najveće ostrvo je Wolfe Island, dugačko oko 29 km i širok oko 9 km na najširem delu na kome živi oko 1.400 stanovnika. Za razliku od ovog, upoređenja radi, na  jednom od najmanjih ostrva je stala samo jedna kuća i pored nje jedva jedna gvozdena klupa. 
Veliki broj ostrva je i dalje nenaseljen, a oni koji na sebi imaju kuću ili dve imaju pristup električnoj energiji, telefonu, kao i stalnom prevozu do kopna (ili drugih ostrva) trajektom.
Oko dvadeset ostrva čine Nacionalni park Hiljadu ostrva, najstariji nacionalni park u Kanadi, istočno od Stenovitih planina.

## Turizam
Ovaj arhipelag svake godine privlači veliki broj turista kojima nudi mogućnosti kampovanja, uređene pešačke staze, i organizovanu posetu i zabavu kroz razne avanutističke obilaske.